# (3005) Pervictoralex
(3005) Pervictoralex (1979 QK2) est un astéroïde de la ceinture principale découvert le 22 août 1979 par Claes-Ingvar Lagerkvist à l'observatoire de La Silla.